# Kepler-27 d
Kepler-27 d est une Super-Terre, orbitant autour de son étoile hôte située à environ 3 406 années-lumière (1 044,36 pc) de la Terre avec une magnitude apparente de 15,82.

## Caractéristiques physiques
L'exoplanète se distingue par sa masse faible de 0,025 MJ, son rayon compact de 0,24 RJ et sa température élevée de 810 K.

## Orbite
Elle orbite à 0,07  unité astronomique de son étoile, une distance comparable à celle de Mercure dans le système solaire.

## Découverte
L'exoplanète a été découverte par la méthode du transit en 2021.

## Habitabilité
Les conditions d'habitabilité de cette exoplanète ne sont pas déterminées ou ne sont pas connues.